# Georg Braun

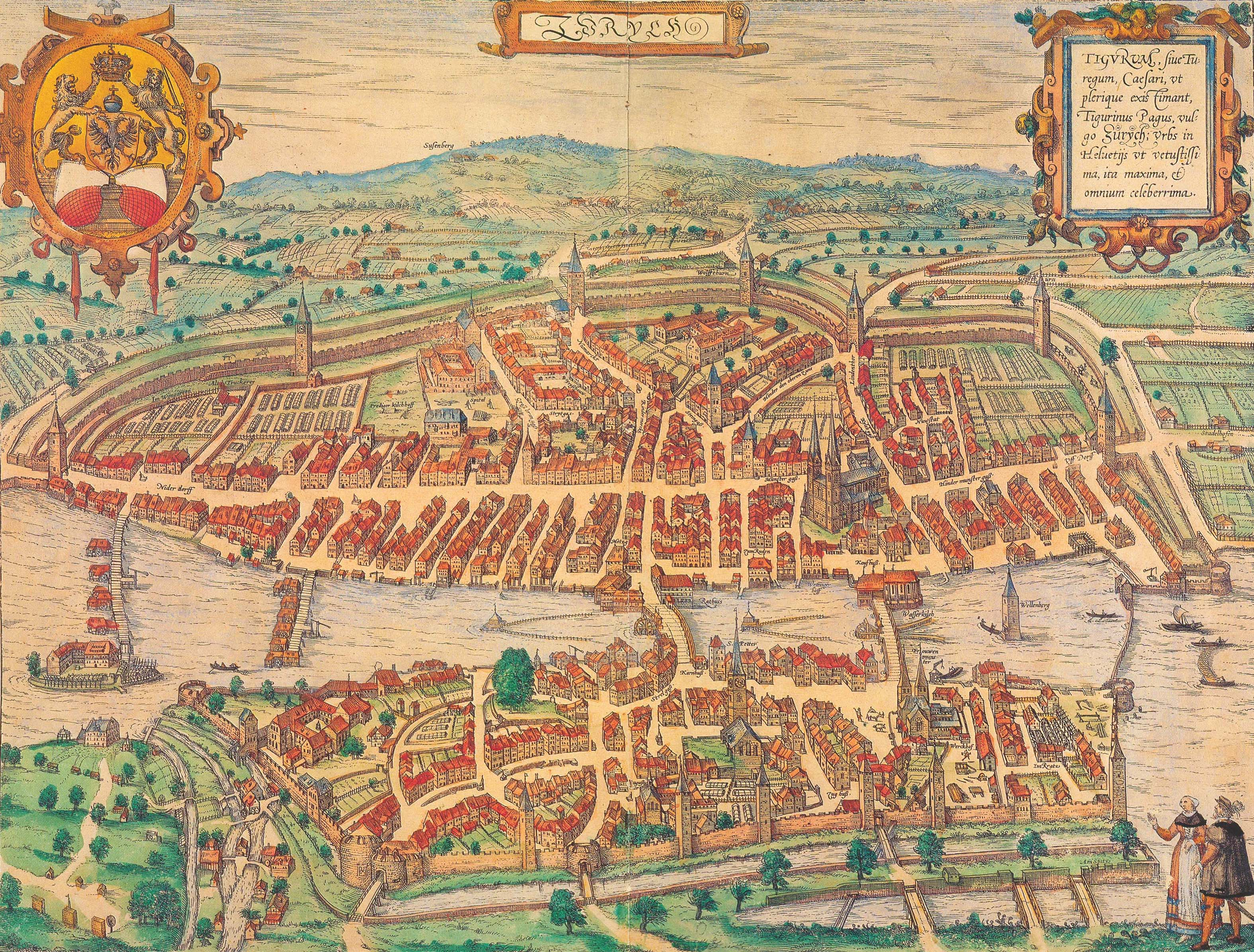
Aguafuerte de 1581 con vista de pájaro de Zúrich, publicado por Georg Braun y Franz Hogenberg.

Georg Braun (también Brunus, Bruin; Colonia, 1541-10 de marzo de 1622) fue un topo-geógrafo y cartógrafo alemán. Desde 1572 hasta 1617 editó el Civitates orbis terrarum, que contiene 546 perspectivas, imágenes aéreas y planos de ciudades de todo el mundo. Fue el principal editor de este trabajo, adquirió las tablas, contrató los artistas y escribió los textos. Murió como un octogenario en 1622, siendo el único superviviente del equipo original en ser testigo de la publicación del volumen VI en 1617.

## Biografía
Braun nació en Colonia. Su principal profesión era clérigo católico. Sin embargo, pasó treinta y siete años como canónigo y deán en la iglesia Santa María ad Gradus en Colonia. Su obra en seis volúmenes fue inspirada por la Cosmographia de Sebastian Münster. En la forma y diseño se parece al Theatrum Orbis Terrarum de 1570 de Abraham Ortelius, ya que Ortelius estaba interesado en una obra complementaria para el Theatrum.
La publicación de Braun sitúa nuevos estándares en la cartografía durante más de 100 años. Frans Hogenberg (1535-1590, de Mechelen) grabó las planchas para los volúmenes del I al IV, y Simon van den Neuwel grabó las mismas para los volúmenes V y VI. Otros contribuidores fueron Joris Hoefnagel, Jacob Hoefnagel, el cartógrafo Daniel Freese y Heinrich Rantzau. También fueron utilizados trabajos de Jacob van Deventer, Sebastian Münster y Johannes Stumpf. Principalmente se describen ciudades europeas en la publicación, pero Casablanca  y la  Ciudad de México/Cuzco en una hoja se incluyen asimismo en el volumen I.